# Derogenes varicus
Derogenes varicus är en plattmaskart som först beskrevs av Otto Friedrich Müller 1784. Enligt Catalogue of Life ingår Derogenes varicus i släktet Derogenes och familjen Hemiuridae, men enligt Dyntaxa är tillhörigheten istället släktet Derogenes och familjen Derogenidae. Arten är reproducerande i Sverige. Inga underarter finns listade i Catalogue of Life.